# Nabój 7,92 × 33 mm Kurz
7,92 × 33 mm Kurz (Kurzpatrone) – niemiecki nabój pośredni z okresu II wojny światowej.
Pierwsze prace nad amunicją pośrednią rozpoczęto w III Rzeszy już w 1934 r. W 1941 r. rozpoczęto produkcję naboju opracowanego w firmie Polte Werke z Magdeburga. Nowy nabój powstał przez skrócenie łuski naboju karabinowego 7,92 × 57 mm Mauser.
Nowy nabój wykorzystano do zasilania karabinka automatycznego MKb 42, który stał się prekursorem produkowanych na masową skalę karabinków automatycznych StG 44.
Po wojnie nabój 7,92 mm Kurz był produkowany do 1961 r. w NRD. Do zasilania nim przystosowano także kilka prototypów karabinków automatycznych (między innymi jeden z prototypów karabinu FN FAL), ale żaden z nich nie był produkowany seryjnie.
Popularność i duża liczba w pełni sprawnych egzemplarzy StG 44 sprawiła, że w 2004 r. niemiecka firma SM Chemnitzer Sportwaffen und Munitionfabrik GmbH ponownie uruchomiła produkcję amunicji 7,92 × 33 mm.

## Bibliografia

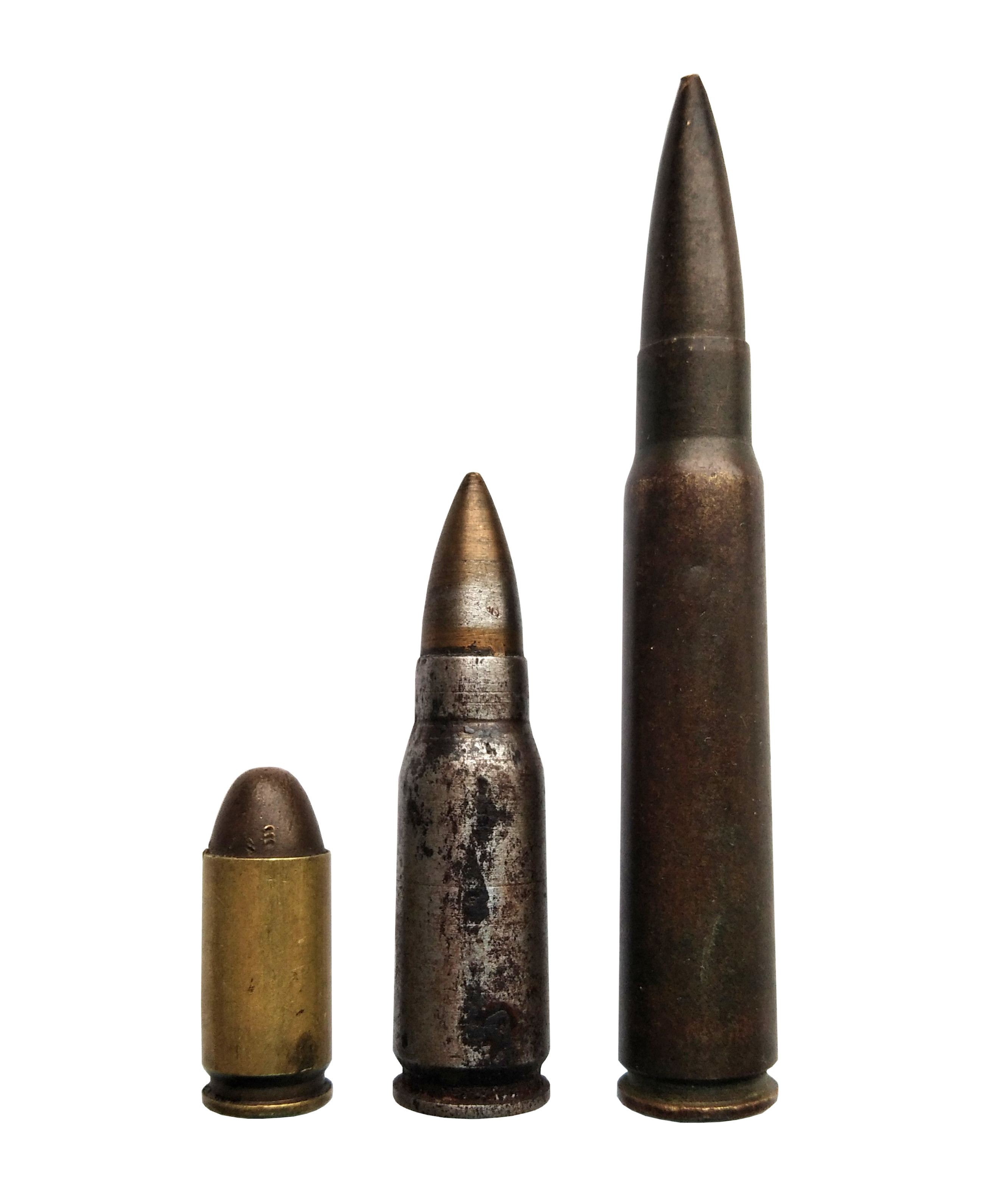
Porównanie naboju 7,92 × 33 mm z innymi rodzajami amunicji stosowanej w armii niemieckiej.
Od lewej:
9 × 19 mm (nabój pistoletowy)
7,92 × 33 mm (nabój pośredni)
7,92 × 57 mm (nabój karabinowy)